# Communications in Contemporary Mathematics
Communications in Contemporary Mathematics is een internationaal, aan collegiale toetsing onderworpen wetenschappelijk tijdschrift op het gebied van de wiskunde. De naam wordt in literatuurverwijzingen meestal afgekort tot Comm. Contemp. Math. Het wordt uitgegeven door World Scientific en verschijnt 6 keer per jaar. Het eerste nummer verscheen in 1999.